# Pitó de Catana
Pitó de Catana (en llatí Python, en grec antic Πύθων fou un poeta dramàtic grec del temps d'Alexandre el Gran.
Va acompanyar a Alexandre en la seva campanya a l'Àsia i va entretenir l'exèrcit amb drames satírics quan, a la vora de l'Hidaspes, celebraven la festa de la Dionísia. En aquella obra es ridiculitzava a Harpal i als atenencs. Ateneu de Naucratis el menciona diverses vegades, i n'ha conservat una vintena de línies. L'obra portava el títol de Αγήν, paraula sobre la qual es discuteix el seu significat.